# Lucius Verus
Lucius Ceionius Commodus Verus Armeniacus (n. 15 decembrie 130 d.Hr., Roma, Imperiul Roman – d. 169 d.Hr., Altinum⁠(d), Veneto, Italia), cunoscut simplu ca Lucius Verus, a fost un împărat roman împreună cu Marcus Aurelius, între 161 și 169. A murit de ciumă în 169, în timpul războiului cu marcomanii, pe Dunăre.

## Biografie
A fost membru al Dinastiei Nerva-Antoninilor. Este fiul Avidiei Plautia (fiica senatorului roman Gaius Avidius Nigrinus) și a lui Lucius Aelius Caesar (fiul adoptiv și succesor al împăratului roman Hadrianus (76–138) dar care n-a moștenit niciodată tronul). Lucius Verus a avut un frate, pe Gaius Avidius Ceionius Commodus, și două surori, Ceionia Fabia și Ceionia Plautia.
Tatăl lui Lucius Verus, Lucius Aelius Caesar, a murit la începutul anului 138 și Hadrianus l-a numit succesor pe Antoninus Pius (86–161), un alt fiu adoptiv al său. Antoninus a fost adoptat de Hadrian cu condiția ca Verus și nepotul lui Hadrian, Marcus Aurelius, să fie adoptați de Antoninus ca fii și moștenitorii săi. Planul lui Hadrianus era ca cei doi să preia tronul Romei ca o conducere bicefală a imperiului, lucru care s-a întâmplat pentru prima oară în Roma. La moartea lui Antoninus la 7 martie 161, cei doi urmași au ajuns pe tron cu titlurile: Lucius Aurelius Verus Augustus și Marcus Aurelius Antoninus Augustus.
La începuturile domniei, cei doi împărați au fost iubiți de romani datorită comportamentului lor civic. Lucius era mai putin adulat de popor decât Marcus, deoarece „privirea lui era mai severă și discursurile sale mai putin emoționante”. În ciuda egalității lor nominale, Marcus Aurelius a avut mai multă autoritate decât Lucius Verus.
Între 161 și 166 a avut loc Războiul dintre romani și parți, care s-a soldat cu reinstaurarea în Armenia a unei dinastii favorabile Romei. Lucius Verus, abil conducător de oști, a avut mult de luptat în provincii cu rebelii care subminau puterea Romei. După o luptă  s-a îmbolnăvit de ciumă și a murit în 169. Senatul Roman l-a declarat „Divinul Verus” (Divus Verus).